# ロヴァーシュ文字
ロヴァーシュ文字（ロヴァーシュもじ、rovásírás, székely rovásírás, székely-magyar rovás=𐲥𐳋𐳓𐳉𐳗-𐳘𐳀𐳎𐳀𐳢 𐲢𐳛𐳮𐳀𐳤）はおよそ西暦1000年以前にマジャル人が用いていたアルファベット。右横書き。
ロヴァーシュ (rovás) はハンガリー語で「彫る、刻む、記録する、書く」を意味する動詞 ró から派生した名詞で「刻み、書き」を意味する。イシュトヴァーン1世の改宗に見られるようなキリスト教の普及により次第にラテン文字が用いられるようになって廃れたが、トランシルヴァニアに住むセーケイ人の間では1850年代後半まで伝存した。20世紀初頭の復活、またここ20年の使用運動や技術的な発展により、現在の採用は全ハンガリー語圏において急激に広がっている。
現在の正書法においては、二字一組で書かれたり記号をつけたりして表す cs, gy, ly, ny, ö, sz, ty, ü, zs といった音素は一字で表される（dz, dzs, q, w, x, y は元はハンガリー語で用いられなかった音素であり、それに対応する文字はもともとなく、外来語や地名・人名などの歴史的な用法を除けば単独では用いられない。が、ロヴァーシュ文字の発展とともに新しい文字として利用者によって次々と作られ、現代ロヴァーシュ文字はある。）
見かけはルーン文字に似ているのもあるので誤って「ハンガリー・ルーン文字」と呼ぶこともあるが、直接の関係はなく、ユーラシアで広く用いられた突厥文字の系統に由来すると考えられている。

## 種類
旧来知られるセーケイ・ハンガリー、別名でセーケイ (Székely) 式、ハザール（カザール）、またはカルパチア盆地式の三種類がある。近年に発見されたパーロシュ (pálos) 式ロヴァーシュ文字の一種と考えられている。

## セーケイ・ハンガリーロヴァーシュ文字

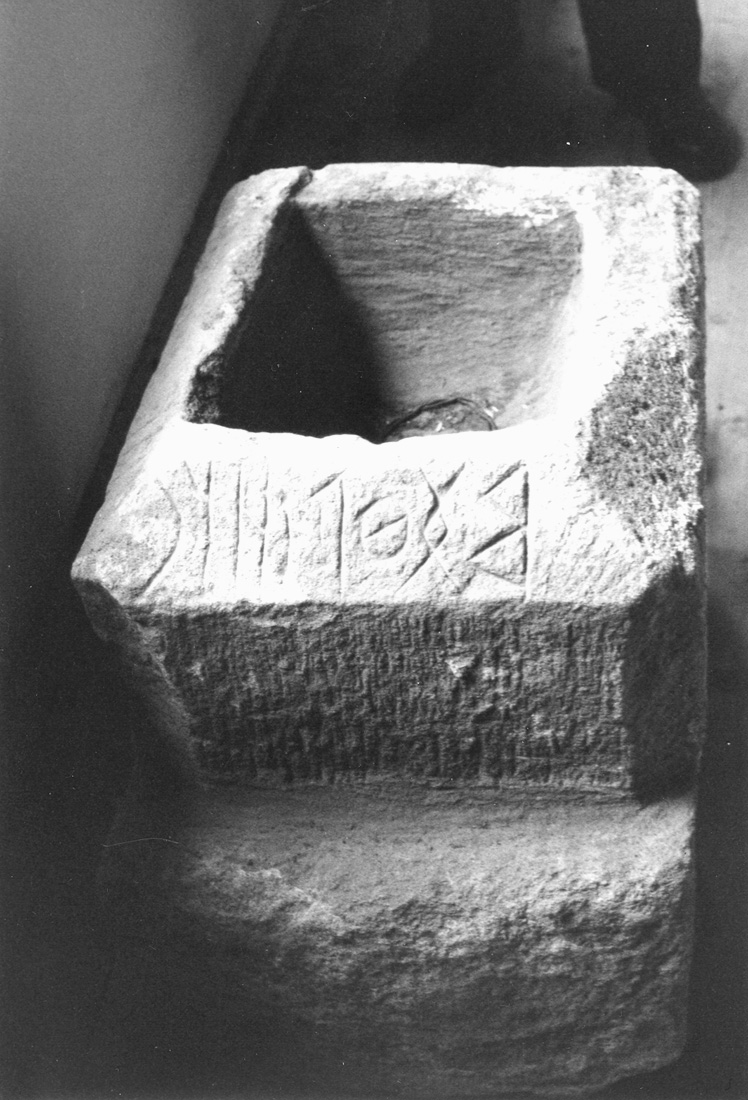
11世紀のものと思われる、ロヴァーシュ文字で書かれたヨハネによる福音書の一文。

### 来歴
ロヴァーシュ文字といえば通常はこちらをいう。キリスト教化の後も特にハンガリー東部のトランシルヴァニアで長らく用いられていたが、1850年代以降にローマ文字での一般教育の普及でほぼ使われなくなった（木彫り屋や羊飼い、ロヴァーシュ研究者や愛好家の中、20世紀半ばまで用いられた）。20世紀末、1980年代からロヴァーシュ文字愛好家による復活のもと、21世紀初頭から史上最大の復活を迎え、急速に人気を集めている。利用者の目標は数年内の完全復興、基本教育、ローマ字にかなう日常使用である。

### 字母
全45字。子音によっては後母音とともに用いる字と前母音とともに用いる字の二つをとるものもある。ラテン文字の転写に関してはハンガリー語も参照。
| ラテン文字 | 文字の名前        | 発音（国際音声記号） | ロヴァーシュ文字 | ロヴァーシュ文字（Unicode） |
| ---------- | ----------------- | -------------------- | ---------------- | --------------------------- |
| A          | a                 | /ɒ/ a                |                  | 𐲀 𐳀                         |
| Á          | á                 | /aː/ á               |                  | 𐲁 𐳁                         |
| B          | eb                | /b/ eb               |                  | 𐲂 𐳂                         |
| C          | ec                | /ts/ ec              |                  | 𐲄 𐳄                         |
| Cs         | ecs               | /tʃ/                 |                  | 𐲆 𐳆                         |
| D          | ed                | /d/ ed               |                  | 𐲇 𐳇                         |
| (Dz)       | dzé               | /dz/ dzé             |                  | 𐲇と𐲯の合字                  |
| (Dzs)      | dzsé              | /dʒ/                 |                  | 𐲇と𐲰の合字                  |
| E          | e                 | /ɛ/ e                |                  | 𐲉 𐳉                         |
| É          | é                 | /eː/ é               |                  | 𐲋 𐳋                         |
| F          | ef                | /f/ ef               |                  | 𐲌 𐳌                         |
| G          | eg                | /ɡ/ eg               |                  | 𐲍 𐳍                         |
| Gy         | egy               | /ɟ/ egy              |                  | 𐲎 𐳎                         |
| H          | eh                | /h/                  |                  | 𐲏 𐳏                         |
| I          | i                 | /i/                  |                  | 𐲐 𐳐                         |
| Í          | í                 | /iː/ í               |                  | 𐲑 𐳑                         |
| J          | ej                | /j/ ej               |                  | 𐲒 𐳒                         |
| K          | ek                | /k/ ek               |                  | 𐲓 𐳓                         |
| K          | ak                | /k/ ak               |                  | 𐲔 𐳔                         |
| L          | el                | /l/ el               |                  | 𐲖 𐳖                         |
| Ly         | elly, el-ipszilon | /j/ elly             |                  | 𐲗 𐳗                         |
| M          | em                | /m/ em               |                  | 𐲘 𐳘                         |
| N          | en                | /n/                  |                  | 𐲙 𐳙                         |
| Ny         | eny               | /ɲ/ eny              |                  | 𐲚 𐳚                         |
| O          | o                 | /o/                  |                  | 𐲛 𐳛                         |
| Ó          | ó                 | /oː/ ó               |                  | 𐲜 𐳜                         |
| Ö          | ö                 | /ø/ ö                |                  | 𐲝 𐳝 𐲞 𐳞                     |
| Ő          | ő                 | /øː/                 |                  | 𐲟 𐳟                         |
| P          | ep                | /p/ ep               |                  | 𐲠 𐳠                         |
| (Q)        | eq                |                      |                  | 𐲓と𐲮の合字                  |
| R          | er                | /r/ er               |                  | 𐲢 𐳢                         |
| S          | es                | /ʃ/ es               |                  | 𐲤 𐳤                         |
| Sz         | esz               | /s/ esz              |                  | 𐲥 𐳥                         |
| T          | et                | /t/ et               |                  | 𐲦 𐳦                         |
| Ty         | ety               | /c/ ety              |                  | 𐲨 𐳨                         |
| U          | u                 | /u/                  |                  | 𐲪 𐳪                         |
| Ú          | ú                 | /uː/ ú               |                  | 𐲫 𐳫                         |
| Ü          | ü                 | /y/                  | /                | 𐲬 𐳬                         |
| Ű          | ű                 | /yː/ ű               | /                | 𐲭 𐳭                         |
| V          | ev                | /v/ ev               |                  | 𐲮 𐳮                         |
| (W)        | dupla vé          | /v/ dupla vé         |                  | 𐲮と𐲮の合字                  |
| (X)        | iksz              |                      |                  | 𐲓と𐲥の合字                  |
| (Y)        | ipszilon          | /i/                  |                  | 𐲐と𐲒の合字                  |
| Z          | ez                | /z/ ez               |                  | 𐲯 𐳯                         |
| Zs         | ezs               | /ʒ/ ezs              |                  | 𐲰 𐳰                         |

またcapita dictionumと呼ばれるただの音素文字でも合字でもない文字が数個あり、これについては研究が待たれている。

### 特徴
- 右から左へ横に書かれる。
- 固有名詞の最初の字が少し大きく書かれる場合があるのみで大文字・小文字の区別はない、
- 数字の方式はラテン文字、エトルリア文字、チュヴァシ数字と大体同じである。

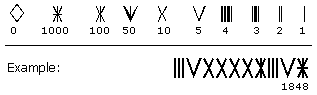
マジャル数字

- 字母を組み合わせて一字のように書く合字がよく用いられる。
- 母音の表記はラテン文字とは異なる規則があり、
  - 母音二つが隣接するときには後ろを省略しても不明にならない場合を除き二つとも書く。
  - 語末の母音は書く
  - 単語が紛らわしい場合は母音字を書く(例えばkrk – の表記はkerék –  車輪とkerek –  円い が紛らわしいため母音字を入れなければならない)

### 例文
Text from Csikszentmárton, 1501.
下線のあるものは原文では合字で書かれている。
以下のように読む: "ÚRNaK SZÜLeTéSéTÜL FOGVÁN ÍRNaK eZeRÖTSZÁZeGY eSZTeNDŐBE MÁTYáS 
JÁNOS eSTYTáN KOVÁCS CSINÁLTáK MÁTYáSMeSTeR GeRGeLYMeSTeRCSINÁLTÁK
G IJ A aS I LY LY LT A" (この翻字では、テキストに実際に書かれている字は大文字で示している)
現代ハンガリー語では以下のような意味になる。: "(Ezt) az Úr születése utáni 1501. évben írták. Mátyás, János, István kovácsok csinálták. Mátyás mester (és) Gergely mester csinálták [解釈不能]"
日本語訳: "(これは) 主の誕生後1501番目の年に書かれた。鍛冶のマーチャーシュ、ヤーノシュ、イシュトヴァーンが作成した。職人のマーチャーシュ、職人のゲルゲイが作成した [解釈不能]" 

## 現代使用
ハンガリーがEUに加盟した時期に「ハンガリーらしさ」「ハンガリー人」としてのアイデンティティの一つとして、ロヴァーシュ文字の見直しが急速に進んだ。専門家の中にはロヴァーシュ文字が市民権を得ることを喜び、パソコンに対応できるようなシステムの開発を進めたり、「ロヴァーシュ文字検定」を行ったりとその普及の後押しをするものもいる。

### ロヴァーシュ文字使用の出版
2009年、ロヴァーシュ基金の研究グループの開発によってロヴァーシュ文字書換・編集システムが誕生してからロヴァーシュ文字の出版物が相次いで市場を出ている。

### ロヴァーシュ文字使用の地名交通標識
2010年、ロヴァーシュ基金と国土交通省交通標識管理局の合同開発により、ロヴァーシュ文字の地名交通標識の全国キャンペーンが開始された。

### Unicode
世界各国の文字が登録される文字コードであるUnicodeには、2015年6月17日に「Old Hungarian」として登録された。これによりコンピュータ上、とりわけインターネット上でロヴァーシュ文字の使用が容易になる。

## ギャラリー

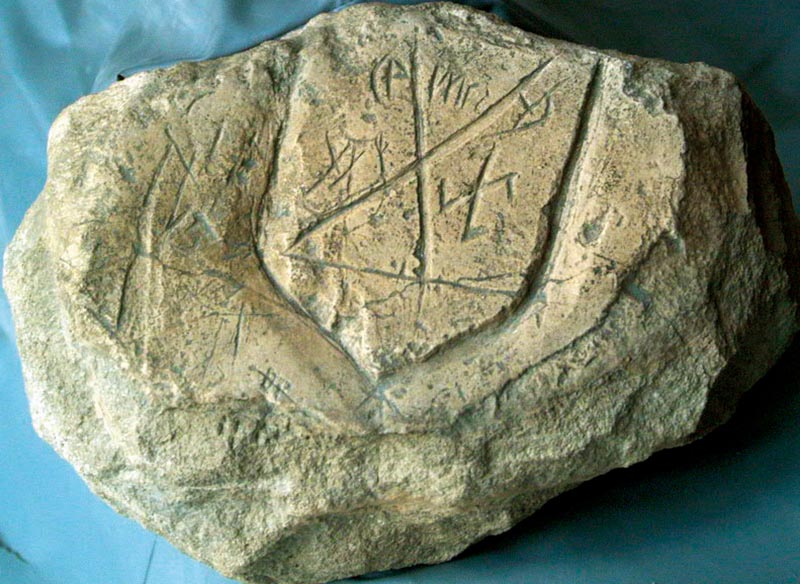
ハンガリー・ペーチで発見された1250年前後の石刻に、ロヴァーシュ文字が刻まれている
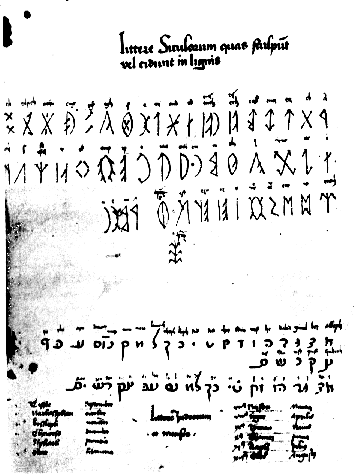
1483年のニコルスブルク文字表
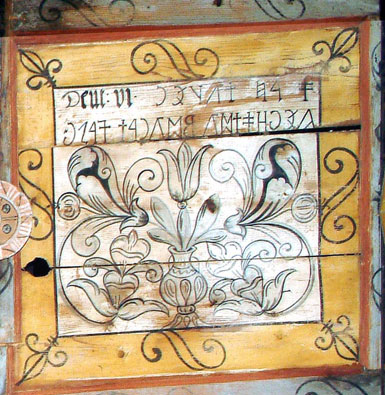
ルーマニア・アティッドのユニテリアン教会にあるロヴァーシュ文字の銘文（1668年）
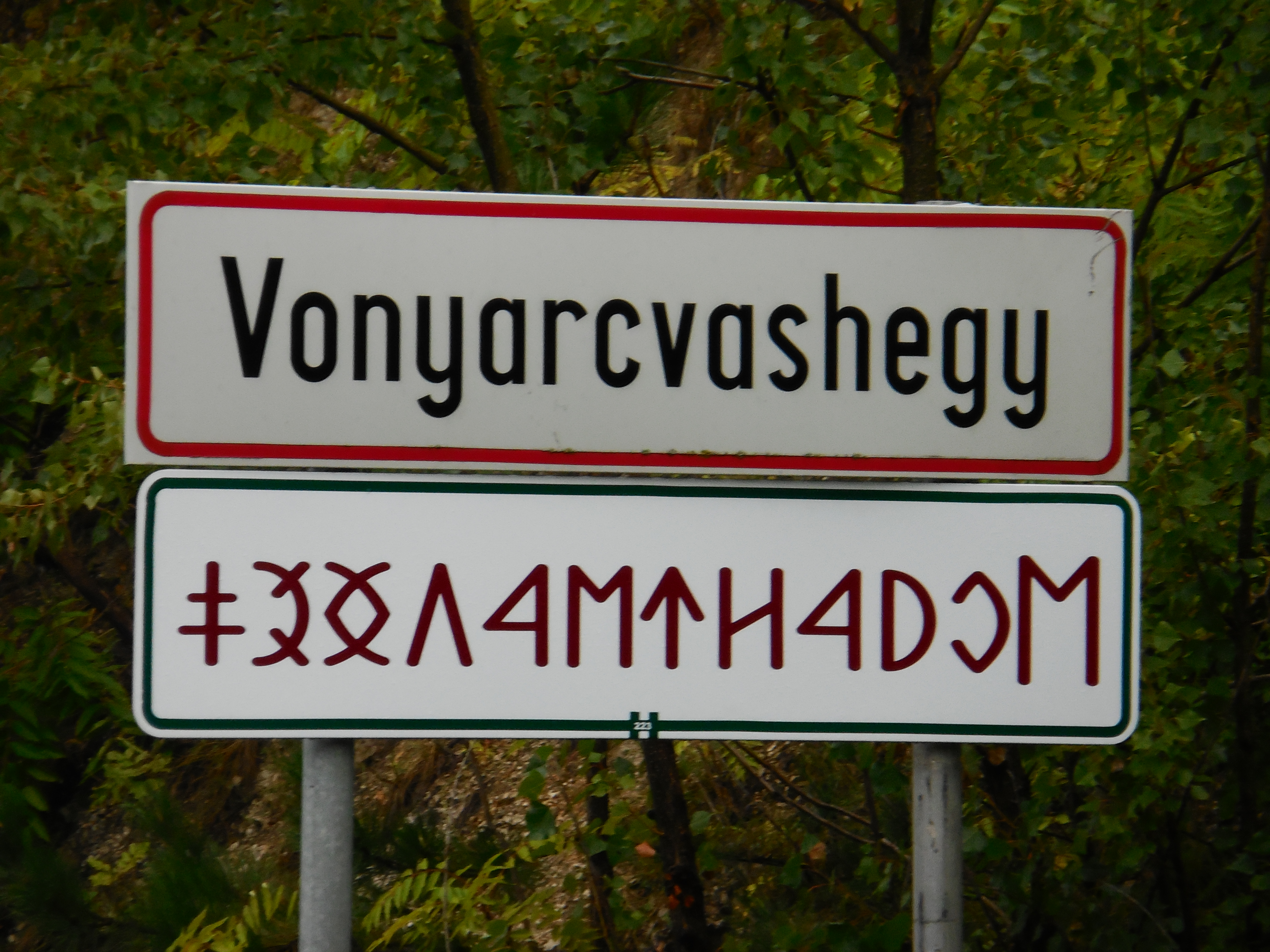
ハンガリー・ヴォニャルツヴァシュヘジ（Vonyarcvashegy）町のロヴァーシュ文字交通標識
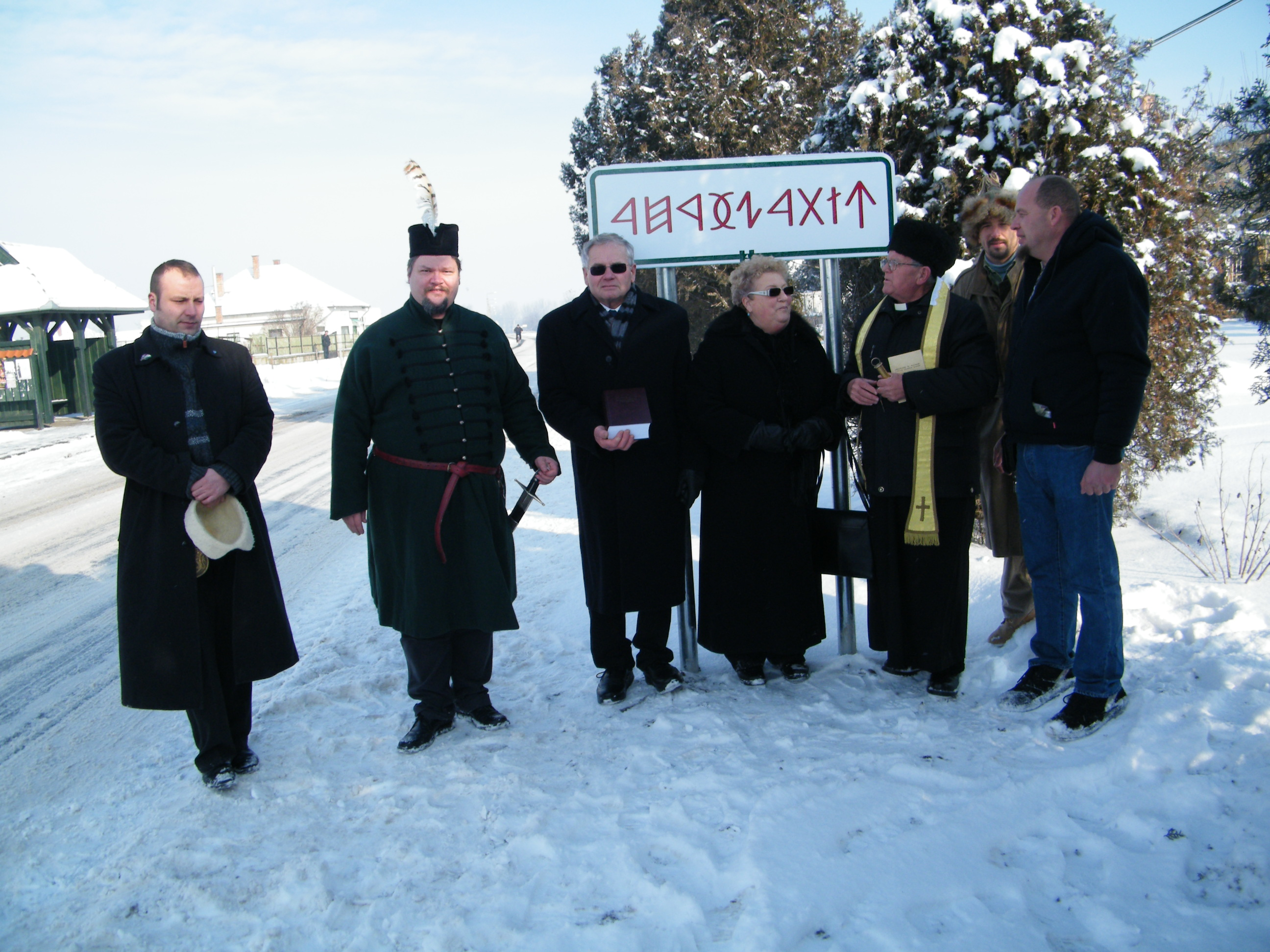
ハンガリー・ツィバカーザ（Cibakháza）村のロヴァーシュ文字交通標識の設立式典
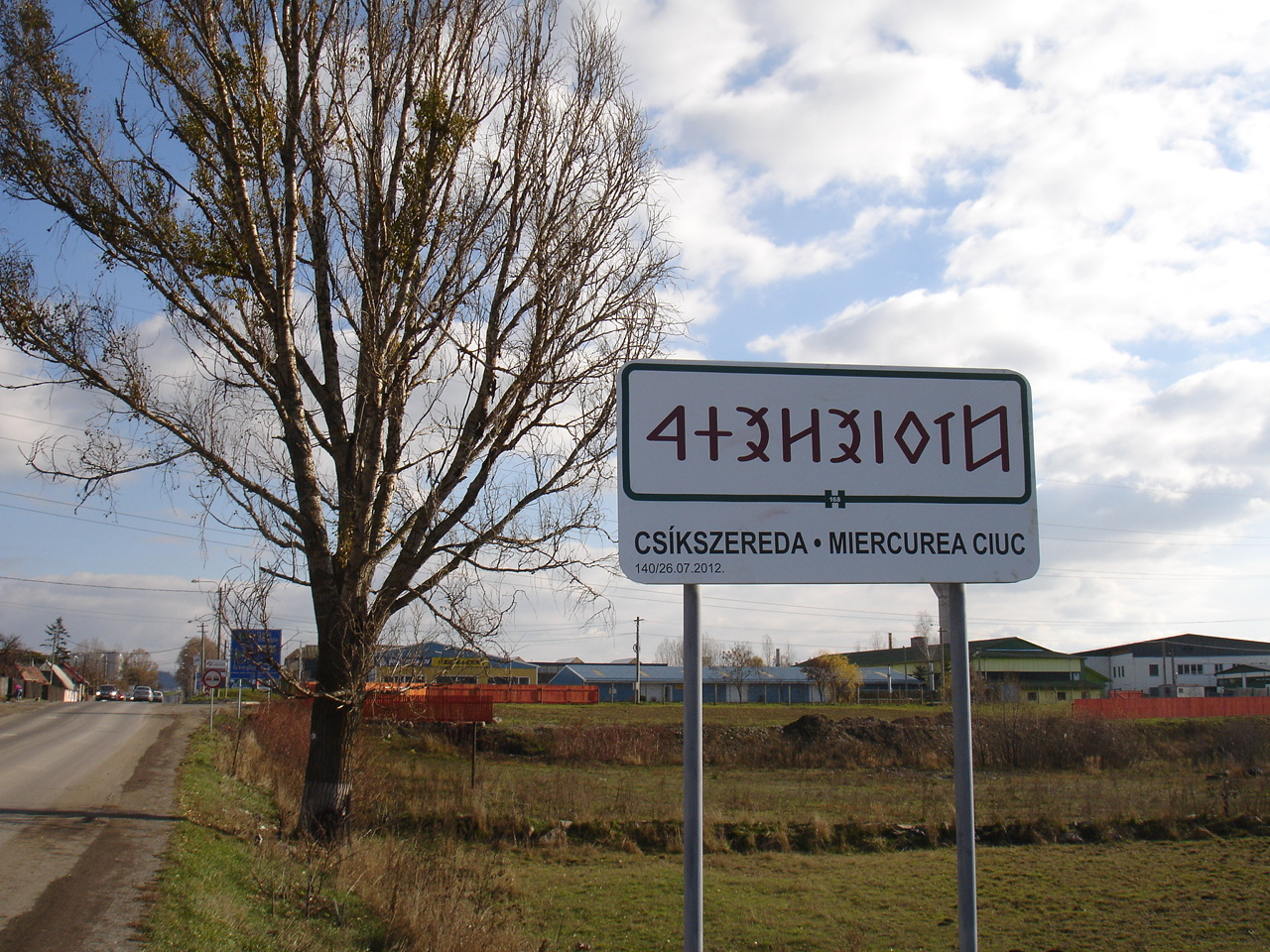
ルーマニア・ミエルクレア＝チュクの市境に設置される交通標識。ロヴァーシュ文字によるハンガリー語名（Csíkszereda）が大きく書かれている
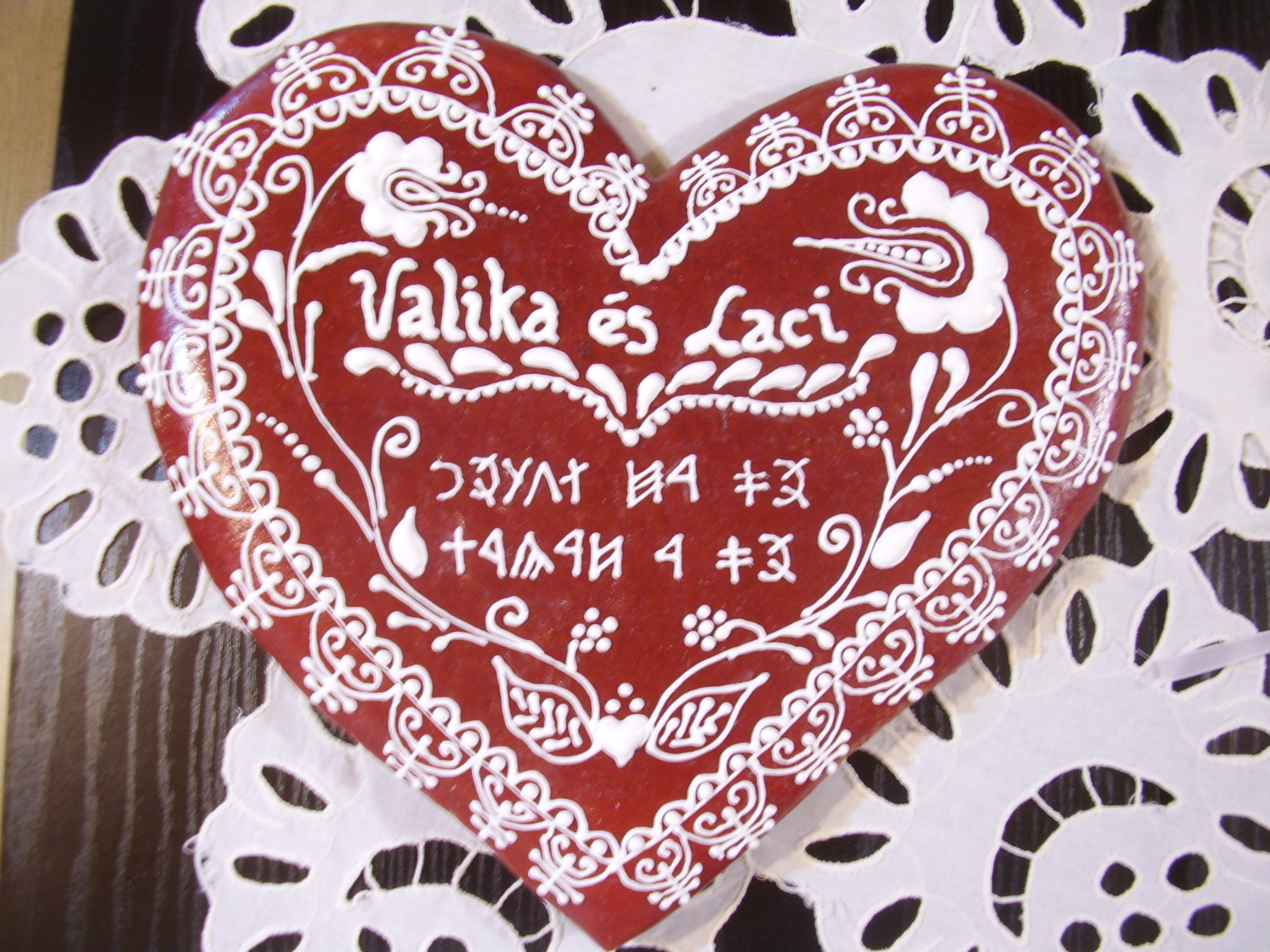
結婚記念日のジンジャーブレッドにロヴァーシュ文字による祝辞が書かれる
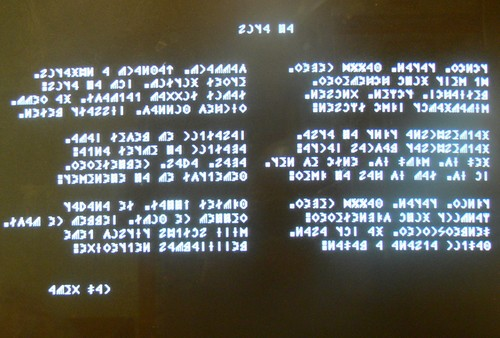
高校教師であったベーラ・ナジ（Béla Nagy）が1996年に開発したロヴァーシュ文字のワープロシステム。現在でもコンピュータの授業で使われる